# Rychely
Rychely, właśc. Rychely Cantanhede de Oliveira (ur. 6 sierpnia 1987) – brazylijski piłkarz występujący na pozycji napastnika.

## Kariera klubowa
Od 2005 do 2015 roku występował w klubach F.C. Tokyo, Montedio Yamagata, EC Bahia, Győri ETO, América, EC Santo André, Santos FC, EC Vitória, Paulista FC, Goiás EC, Ceará SC, Chapecoense i Red Bull Brasil.